# José María Delhom
José María Delhom es un investigador de la Historieta español, nacido en Barcelona en 1941.

## Biografía
Aficionado al cómic desde su infancia, José María Delhom participó en la fundación del "Club de Amigos de la Historieta" (CAH) en enero de 1975. Tras dirigirlo en sus primeros años, se concentró en la realización del primer "Catálogo del Tebeo en España", que publicó en 1980 con la ayuda de Joan Navarro.
José Mª. Delhom siguió con su labor divulgadora del cómic a través de artículos y conferencias hasta que en 1986 puso en marcha el "Círculo del Cómic" en sustitución del fenecido CAH. En 1989 publicó una edición ampliada y revisada de su Catálogo.
Dirige también el Museu del Còmic i la Il·lustració.